# Strada statale 14 var/B Variante di San Donà di Piave
La strada statale 14 var/B Variante di San Donà di Piave (SS 14 var/B) è una strada statale italiana.

## Percorso
La strada costituisce parte dell'itinerario in variante della strada statale 14 della Venezia Giulia che evita l'attraversamento del centro urbano di San Donà di Piave. È gestita dall'ANAS fino al km 5,6.

### Tabella percorso
| Variante di San Donà di Piave |                                               |      |           |
| Tipo                          | Indicazione                                   | ↓km↓ | Provincia |
|                               | per Caposile, Passarella                      | 0,0  | VE        |
|                               | Fiume Piave                                   | 2,0  | VE        |
|                               | per Eraclea, San Donà di Piave                | 2,5  | VE        |
|                               | per Isiata, Ponte Crepaldo, San Donà di Piave | 3,7  | VE        |
|                               | per Caorle, San Donà di Piave                 | 5,2  | VE        |
|                               | della Venezia Giulia per Noventa di Piave     | 6,6  | VE        |